# Leopoldsdorf
Leopoldsdorf è un comune austriaco di 5 039 abitanti nel distretto di Bruck an der Leitha, in Bassa Austria; ha lo status di comune mercato (Marktgemeinde). Tra il 1938 e il 1954 era accorpato alla città di Vienna.